# زشترموهه
زشترموهه (به آلمانی: Seestermühe) یک شهر در آلمان است که در پینبرگ واقع شده‌است. زشترموهه ۹۳۸ نفر جمعیت دارد.